# Грбич, Владимир
Владимир Грбич (серб. Владимир Грбић / Vladimir Grbić, 14 декабря 1970 года, Клек) — югославский и сербский волейболист, доигровщик, игрок сборных СФРЮ и Союзной Республики Югославия (Сербии и Черногории). Знаменосец олимпийской команды Югославии на открытии Игр XXVII Олимпиады в Сиднее (2000), чемпион Олимпийских игр 2000 года. Вице-президент Волейбольного союза Сербии.

## Спортивная карьера
Владимир Грбич начинал профессиональную карьеру в 1989 году в команде «Войводина» из Нови-Сада, в сезоне 1990/91 годов выступал в загребской «Младости», в 1991 году дебютировал в составе сборной Югославии и вернулся в «Войводину», выиграв с ней титул чемпиона страны. Затем играл в Италии за «Падову», «Кунео» и «Рому», а также в чемпионате Бразилии в составе «Репорта» из Сузану. С 2001 года сменил пять клубов в пяти разных странах, был игроком «Сакаи Блейзерс» из Осаки, ПАОК из Салоник, московского «Динамо», итальянской «Латины» и стамбульского «Фенербахче».
Всемирной известности Владимир Грбич добился по выступлениям за сборную Югославии (Сербии и Черногории), лидером которой он являлся с того времени, когда балканская команда вернулась на международную арену после применённых к ней санкций и в 1995 году завоевала бронзу на чемпионате Европы, а через год — бронзу на Олимпийских играх в Атланте. В 2000 году Владимир Грбич возглавлял югославскую делегацию на церемонии открытия XXVII летних Олимпийских игр, стал олимпийским чемпионом и за выдающуюся игру в Сиднее был признан лучшим волейболистом Европы.
Визитной карточкой Владимира Грбича стал знаменитый розыгрыш в середине третьего сета финального матча сиднейской Олимпиады против сборной России, когда он перепрыгнув через рекламные щиты, вернул в игру трудный мяч, после чего успел прибежать к сетке, чтобы заблокировать атаку российского нападающего.
Карьеру в сборной Владимир Грбич завершил в 2006 году на чемпионате мира в Японии. В декабре 2010 года, через полтора года после ухода из большого спорта получил приглашение от одного из иранских клубов, однако стороны не смогли договориться об условиях контракта. В 2011 году стал первым представителем Сербии, избранным в волейбольный Зал славы. Владимир Грбич входит в состав комиссии Международной федерации волейбола по развитию игры.

## Достижения

### Со сборной
- Чемпион Игр XXVII Олимпиады (2000).
- Бронзовый призёр Игр XXVI Олимпиады (1996).
- Серебряный призёр чемпионата мира (1998).
- Чемпион Европы (2001), серебряный (1997) и бронзовый (1995, 1999) призёр чемпионатов Европы.
- Бронзовый призёр Всемирного Кубка чемпионов (2001) и Кубка мира (2003).
- Серебряный (2003) и бронзовый (2002, 2004) призёр Мировой лиги.

### С клубами
- Чемпион Югославии (1991/92).
- Чемпион Италии (1999/00), обладатель Кубка Италии (1995/96) и Суперкубка Италии (1996).
- Обладатель Кубка Бразилии (1997/98).
- Бронзовый призёр чемпионата Японии (2001/02).
- Серебряный призёр чемпионата России (2003/04), финалист Кубка России (2003).
- 3-кратный обладатель Кубка CEV (1993/94, 1995/96, 1999/00), Кубка Кубков (1996/97), Суперкубка Европы (1996).

### Личные
- Лучший волейболист Европы 2000 года.
- Лучший спортсмен Югославии 1996 и 2000 годов.
- Обладатель приза Fair Play от Волейбольного союза Сербии по итогам 2006 года[6].
- В 2011 году принят в волейбольный Зал славы в Холиоке[7].
- В 2013 году награждён Европейской конфедерацией волейбола призом Lifetime Award — за спортивное долголетие[8].

## Семья
Младший брат Владимира Грбича Никола — связующий сборных Югославии, Сербии и Черногории, Сербии в 1991—2010 годах. Отец братьев Милош Грбич (1943—2008) также играл в волейбол на высшем уровне, в течение 13 лет был капитаном сборной Югославии, в 1975 году завоевал бронзовую медаль чемпионата Европы. Жена Владимира Грбича Сара — известная сербская каратистка. У них две дочери.

## Факты
- В деревне Клек прошло детство не только олимпийских чемпионов братьев Грбичей, но также ещё двух знаменитых спортсменов — баскетболиста Деяна Бодироги и волейболистки Брижитки Молнар[9].
- В 1999 году Владимир Грбич, в то время бывший игроком «Ромы» и проживавший в Италии, побрился наголо в знак протеста против военно-воздушной операции НАТО в Югославии.
- В 2000 году на Олимпиаде в Сиднее Владимир Грбич не принимал участия в первых двух матчах своей сборной. На открытии Игр он нёс флаг Югославии и к окончанию церемонии из-за болей в спине почти не мог передвигаться. Эти матчи (против сборных России и Италии) балканская команда проиграла, но после возвращения в строй своего лидера одержала 6 побед подряд и стала олимпийским чемпионом[10].